# Perito meccanico
Il perito Industriale meccanico è una figura professionale specializzata nelle discipline tecniche connesse all'industria meccanica.
Il percorso di studi, sviluppato nell'ambito dell'ordinamento scolastico italiano vigente sino alla riforma scolastica Gelmini con le successive equipollenze, si articolava in un biennio comune e un triennio di specializzazione. Il corso di studi è confluito nell'Istituto tecnico tecnologico a indirizzo Meccanica, meccatronica ed energia.

## Profilo professionale
Il corso di studi a indirizzo meccanico fornisce nozioni per affrontare in termini sistemici i problemi specifici del settore meccanico. Agli attuali diplomati non spetta più il titolo di perito industriale, ma viene rilasciato un diploma di istruzione tecnica con indicazione di indirizzo ed articolazione frequentata. Pertanto il neodiplomato deve essere in grado di:
- leggere e interpretare gli schemi funzionali e i disegni degli impianti industriali;
- proporzionare gli organi meccanici;
- scegliere le macchine, gli impianti e le attrezzature;
- utilizzare gli strumenti informatici per la progettazione, la lavorazione, la movimentazione;
- utilizzare le tecnologie informatiche per partecipare alla gestione e al controllo del processo industriale;[3]
- essere aggiornato sulle nuove tecnologie e la gestione della qualità industriale.
- progettare impianti termici idraulici e meccanici in genere
- redigere relazioni ex legge 10

## Materie

### III anno
Religione o attività alternative; Lingua e lettere italiane; Storia ed educazione civica; Lingua straniera (inglese); Matematica; Sistemi Industriali; Tecnologia meccanica e reparti di lavorazione; Automazione; Meccanica applicata; Macchine a fluido e laboratorio; Disegno meccanico; Educazione fisica.

### IV anno
Religione o attività alternative; Lingua e lettere italiane; Storia ed educazione civica; Economia industriale con elementi di diritto; Lingua straniera; Matematica; Sistemi Industriali; Tecnologia meccanica e reparti di lavorazione; Organizzazione della produzione, Impianti tecnici e disegno; Automazione; Meccanica applicata; Macchine a fluido e laboratorio; Educazione fisica.

### V anno
Religione o attività alternative; Lingua e lettere italiane; Storia ed educazione civica; Lingua straniera; Matematica; Tecnologia meccanica e reparti di lavorazione; Organizzazione della produzione, Impianti tecnici e disegno; Automazione; Meccanica, macchine, organizzazione industriale, progettazione e laboratorio; Educazione fisica.